# الأميرة ميليسا من صربيا
ميليتشا خريبيليانوفيتش (1335- 11 نوفمبر، 1405) اسمها عند الولادة نيماييتش، تُعرف أيضاً بالإمبراطورة (تساريتسا) ميليتشا، كانت القرينة الملكية لصربيا. زوجها هو الأمير الصربي لازار، وكان الطاغية ستيفان لازارا إيفيتش واحداً من أولادها، أما ابنتها فهي جيلينا لازاريفيتش، التي تزوجت من دوراد ستراتسيميروفيتش. ألفت ميليتشا كلًا من كتاب «صلاة الأم» والقصيدة المشهورة التي كتبتها في الحداد على زوجها «عريس ترملي».

## السيرة الذاتية
كانت ميليتشا ابنةً للأمير فراتكو نيماييتش (المعروف في الشعر الملحمي الصربي باسم يوغ بوغدان)، والذي كان باعتباره ابناً لحفيد فوكان نيماييتشن جزءاً من فرع ثانوي لأسرة نيماييتش. كانت زوجةً للأمير لازار خريبيليانوفيتش، كما أنها ابنة العم الرابعة التي نُفيت من قبل الإمبراطور دوشان من صربيا.
بعد وفاة زوجها في معركة قوصوه في عام 1389، حكمت ميليتشا صربيا حتى عام 1393، أي لحين بلوغ ابنها ستيفان لازاريفيتش خريبيليانوفيتش العمر الذي يسمح له بتولي العرش. في ذلك الوقت، كان يلزم الكثير من الحكمة والشجاعة للسيطرة على بلد حر من الناحية الاسمية فقط، حيث كان دائماً تحت تهديد القوات الغازية سواء من الشرق أو الغرب. كان من الصعب الحفاظ على الروح الوطنية من دون استفزاز الممالك المجاورة أو المناطق التي كان يحكمها الباشوات ودفعهم لشن الغارات والنهب. أثبتت ميليتشا نفسها باعتبارها حاكمة استطاعت حكم البلاد في وقت عصيب للغاية. حيث لم تجعل من محنتها (المتمثلة بفقدانها لزوجها وإرسال ابنتها أوليفيرا ديسبينا للزواج من بايزيد الأول، الذي هو نفسه من أمر بإعدام زوجها الأمير لازار في عام 1389) تؤثر على أدائها لواجباتها. أسست دير ليوبوستينجا في نحو عام 1390، وفي وقت لاحق أخذت على نفسها عهود الرهبانية في ديرها لتصبح بذلك راهبة أوجينيا (وفيما بعد أصبحت الراهبة الكبرى إيفيروسين) نحو عام 1393.
أصدرت في عام 1397 «صلاة الأم» مع أبنائها في دير ديكاني. كما أنها تكفلت بإصلاح الهوروس البرونزية في ديكاني.
بعد العديد من المفاوضات الدبلوماسية التي جرت في وقت لاحق مع السلطان بايزيد الأول، سافرت كل من أوجينيا وأوفيميا، فاسيليا السابقة في سيرس، إلى محكمة السلطان في عام 1398/ 1399.
ذهبت أوجينيا في عام 1403 إلى السلطان في سيرس، لتدافع عن ابنها ستيفان لازاريفيتش في نزاع معقد كان قد نشأ بين ولديها وبرانكوفيتش.
دُفنت في ديرها، دير ليوبوستينجا. حيث أُعلنت قداستها من قبل الكنيسة الصربية الأرثوذكسية. كانت الأميرة ميليتشا كاتبة أيضاً، كتبت عدة صلوات وقصائد دينية. ويظهر من خلال خطابها الغنائي والشاعري لأميرها لازار، شعورها العميق بالحزن والوحدة. على الرغم من أنها تصور ترنيمة للكنيسة، إلا أنها لم تخلُ من ملاحظاتها الشخصية والنغمات الغنائية غير المعهودة في ترانيم الكنائس الرسمية والحزينة.

## العائلة
أنجبت من الأمير لازار ثلاثة أبناء:
- دوبروفوي، الذي توفي فور ولادته.
- الطاغية ستيفان.
- فوك لازاريفيتش.

وبناتها:
- جيلينا لازاريفيتش، والتي تزوجت من دوراد ستراتسيميروفيتش والدوق الأكبر للهوم ساندالي هرانيتش كوساتشا.
- مارا برانكوفيتش وهي زوجة فوك برانكوفيتش.
- أوليفيرا ديسبينا زوجة السلطان بايزيد الأول.

## تسمية الشوارع
سميت العديد من الشوارع في جميع أنحاء وسط صربيا على اسم الأميرة. ففي مدينة تريستينيك الصناعية التي كانت مزدهرة في يوم من الأيام، يسمى الشارع الرئيسي الذي يمر مباشرة عبر مركز المدينة باسم الأميرة ميليتشا. وتعتبر هذه المدينة أقرب المدن الكبرى إلى موقع دفنها في دير ليوبوستينجا.
يوجد أيضاً شارع باسم الأميرة ميليتشا في لازاريفاك، في المنطقة الإدارية المعروفة باسم لوكافيكا. يبلغ طول الشارع نحو 250 متراً. ويقع بالقرب من شارعي كولوبارسكي ترغ وزيفويينا زوفيكا.